# Štefka
Štefanija je  žensko osebno ime. V Sloveniji je po pogostnosti na 157. mest.

## Izvor imena
Ime Štefka je različica imena Štefanija.

## Pogostost imena
Po podatkih SURSa je bilo na dan 31. decembra 2007 v Sloveniji število ženskih oseb z imenom Štefka 1.367. Med vsemi ženskimi imeni pa je ime Štefka po pogostosti uporabe uvrščeno na 157 mesto.

## Osebni praznik
V koledarju je ime Štefka skupaj z imenoma Štefanija, oziroma Štefan; god praznuje 26. decembra.

## Znane osebe
Štefka Drolc, Štefka Kučan